# Jamie Salé
Jamie Rae Salé (Calgary, 21 aprile 1977) è un'ex pattinatrice artistica su ghiaccio canadese, specializzata nel pattinaggio artistico su ghiaccio a coppie.
Con il partner David Pelletier ha vinto i mondiali nel 2001 e le Olimpiadi nel 2002. In questa seconda occasione la coppia è stata premiata dal Presidente del CIO Jacques Rogge, dopo che una giudice francese aveva confessato di aver accordato la sua preferenza ai pattinatori russi Elena Berežnaja e Anton Sicharulidze anche se secondo lei i canadesi avevano eseguito un programma migliore. L'oro, in un primo momento assegnato alla coppia russa, in seguito è stato assegnato a entrambe le coppie perché Berezhnaya/Sicharulidze sono stati ritenuti estranei alle manipolazioni del punteggio.

## Palmarès

### Coppie
(con David Pelletier)
| Evento                            | 1998–1999 | 1999–2000 | 2000–2001 | 2001–2002 |
| --------------------------------- | --------- | --------- | --------- | --------- |
| Giochi olimpici invernali         |           |           |           | 1°        |
| Campionati mondiali               |           | 4°        | 1°        |           |
| Campionati dei Quattro continenti |           | 1°        | 1°        |           |
| GP Finale                         |           | 5°        | 1°        | 1°        |
| GP Skate America                  |           | 1°        | 1°        | 1°        |
| GP Skate Canada                   | 3°        |           | 1°        | 1°        |
| GP Nations Cup                    |           | 2°        |           |           |
| GP Trophée Lalique                |           |           | 2°        |           |
| GP NHK Trophy                     | 3°        |           |           |           |
| Campionati canadesi               | 2°        | 1°        | 1°        | 1°        |

(con Jason Turner)
| Evento                    | 1991–1992 | 1992–1993 | 1993–1994 |
| ------------------------- | --------- | --------- | --------- |
| Giochi olimpici invernali |           |           | 12°       |
| Campionati mondiali       |           |           | 16°       |
| Skate America             |           | 7th       |           |
| NHK Trophy                |           |           | 5th       |
| Campionati canadesi       | 1° J.     | 4°        | 3°        |

- J = Categoria junior

### Individuale femminile
| Evento              | 1992–1993 | 1994–1995 | 1996–1997 | 1997–1998 |
| ------------------- | --------- | --------- | --------- | --------- |
| Campionati mondiali |           | 12°       |           |           |
| Campionati canadesi | 3° J.     | 5°        | R         | 6°        |

- J = Categoria junior; R = Ritirata